# Edelény
Edelény este un oraș în districtul Edelény, județul Borsod-Abaúj-Zemplén, Ungaria, având o populație de 10.298 de locuitori (2011). 

## Demografie
Componența etnică a orașului Edelény
     Maghiari (91,78%)
     Romi (6,59%)
     Necunoscut (0,2%)
     Alții (1,43%)
Componența confesională a orașului Edelény
     Romano-catolici (37,39%)
     Reformați (18,01%)
     Greco-catolici (8,02%)
     Fără religie (7,23%)
     Necunoscută (28,51%)
     Alte religii (1,65%)
Conform recensământului din 2011, orașul Edelény avea 10.298 de locuitori. Din punct de vedere etnic, majoritatea locuitorilor (91,78%) erau maghiari, cu o minoritate de romi (6,59%). Apartenența etnică nu este cunoscută în cazul a 0,2% din locuitori. Nu există o religie majoritară, locuitorii fiind romano-catolici (37,39%), reformați (18,01%), greco-catolici (8,02%) și persoane fără religie (7,23%). Pentru 28,51% din locuitori nu este cunoscută apartenența confesională.